# Apollonio di Tiro
Apollonio di Tiro (Tiro, I secolo a.C. – ...) è stato un filosofo greco antico.

## Biografia
Strabone riferisce  che Apollonio scrisse un πίναξ τῶν ἀπὸ Ζήνωνος ϕιλοσόϕων καὶ τῶν βιβλίων,  (Quadro dei filosofi e delle opere successivi a Zenone) a cui attinse Diogene Laerzio per i riferimenti riguardanti lo stoicismo.